# Charlie 2
Pour les articles homonymes, voir Charlie.
Série
Charlie
(1989)
Pour plus de détails, voir Fiche technique et Distribution.
Charlie 2 ou Tous les chiens vont au paradis 2 au Canada  (All Dogs Go to Heaven 2) est un film d'animation américain réalisé par  Paul Sabella et  Larry Leker et sorti en 1996. Il s'agit de la suite du premier film Charlie.
Il est inspiré des personnages créés par Don Bluth dans Charlie en 1989.

## Synopsis
Plusieurs années se sont écoulées depuis la mort de Charlie B. Barkin qui vit depuis au paradis des chiens avec notamment son meilleur ami et associé Gratouille ainsi que son ex-ennemi, Carcasse, qui est également un Ange comme Charlie. Le paradis est parfait, un endroit idyllique et sans surprise, ce qui ennuie Charlie, lassé de cette vie « trop céleste » a son goût.
Entre-temps, Carcasse dérobe le « Cor de Gabriel », un cor céleste permettant d’ouvrit les portes dorée du paradis, mais également n’importe quel porte terrestre. Carcasse, après s'être emparé du Cor, s'enfuit sur Terre mais perd le précieux objet en chemin, ce dernier tombant quelque part à San Francisco.
Annabelle, la chienne angélique dirigeant le paradis en informe les autres anges et demande un volontaire pour descendre sur Terre afin de retrouver. Saisissant cette opportunité, Charlie se porte immédiatement volontaire avec Gratouille pour partir retrouver le Cor. Les deux anges sont envoyés à San Francisco ou Charlie ne se préoccupe pas de sa mission et préfère chercher un bar pour s'amuser et compenser l'ennui qu'il connaissait au ciel. C'est dans un cabaret ou il tombe sous le charme d'une chienne chanteuse, Sasha La Fleur, qu'il découvre que son retour sur Terre n'est pas parfait: ni lui, ni Gratouille, ne sont matériels. Ils sont comme des fantômes, incapables d'interagir avec leur environnement et totalement invisibles pour les autres chiens. Ils rencontrent également Carcasse, qui peut les voir et leur parler alors que contrairement a eux il peut interagir avec le monde matériel. L'ancien ange, dont ils ne connaissent pas encore la traîtrise, leur explique qu'il peut interagir avec le monde grâce à un collier magique qui lui a été offert par un certain « Rouquin », un vieux chien auprès duquel il conduit Charlie et Gratouille et qui accepte de leur offrir a chacun un collier comme celui de Carcasse mais dont le pouvoir ne durera que jusqu'au coucher du soleil. Après que Charlie et Gratouille soit partis, Rouquin révèle sa vraie nature: c'est une sorte de chat aux aspects de démon qui ambitionne de s'emparer du paradis des chiens, et c'est lui qui a passé un marché avec Carcasse pour que ce dernier vole le Cor. Il entend profiter de la présence de Charlie pour retrouver le Cor et l'utiliser pour ses propres ambitions.
Pendant ce temps Charlie et Gratouille sont repartis au cabaret où ils avaient rencontré Sasha et, en suivant cette dernière, ils découvrent qu'elle s'occupe d'un jeune garçon, David. Ce dernier, doué pour les tours de magie et comprenant Charlie et Gratouille, a fugué de chez lui après l'annonce de la grossesse de sa belle-mère. Pour gagner la confiance de Sasha, Charlie utilise un « Miracle » qu'Annabelle lui avait confié afin de lui permettre de se faire comprendre de David, et Charlie se fait passer pour l'ange gardien du garçon. Ils s'associent pour retrouver le Cor de Gabriel, qui est dans un poste de police dans la réserve des objets trouvés. Ils arrivent a reprendre le cor tout en semant la pagaille dans le poste et en échappant a une policière qui avait reçu plus tôt les parents de David et l'avait reconnut. Mais après la récupération du Cor, Charlie préfère le dissimuler dans un vieux piège à Homards pour pouvoir profiter du reste de la journée, ce qui ne plaît pas a Gratouille.
Finalement, au soleil couchant, les colliers de Rouquin disparaissent et Charlie et Gratouille s'effacent de la mémoire de David et Sasha, dont Charlie était tombé amoureux. Il retourne voir Rouquin qui les informe qu'il ne peut plus leur fournir un collier gratuitement, et demande une compensation. Ignorant la réelle nature de Rouquin et pensant plus a son intérêt qu'a ceux du Paradis, Charlie promet en échange d'un nouveau collier d'apporter le Cor de Gabriel à Rouquin, et ce dernier lui offre un nouveau collier qu'il peut contrôler pour faire souffrir le chien. Avant d'aller récupérer le Cor, Charlie et Gratouille partent retrouver Sasha et David dans une station de métro, mais Carcasse enlève David en disant à Charlie qu'il devra apporter sans faute le Cor à Alcatraz s'il veut revoir l'enfant.
Finalement, les trois chiens arrivent à Alcatraz, abandonnée, et donnent le Cor à Rouquin qui révèle sa véritable nature diabolique et utilise le Cor pour corrompre les portes du paradis des chiens: ces dernières se tordent et se transforment en une gueule tordue et aspirent les occupants du paradis pour les transporter dans les cellules de la prison. Finalement, Charlie, malgré le fait que son nouveau collier peut l'étrangler, intervient pour voler le Cor à Rouquin et ce dernier finit par faire une chute mortelle en essayant de récupérer l'objet. Finalement, en soufflant a son tour dans le Cor, Charlie rétablit la situation: les portes du paradis reprennent leur apparence normale et les anges y retournent. Avant de quitter la prison, Charlie, Sasha, Gratouille et David rencontrent Carcasse qui les félicitent, mais alors qu'ils lui demandent ce que Rouquin lui avait demandé comme contrepartie dans le contrat qu'ils avaient établis, une fissure s'ouvre sur l'enfer et Rouquin précise que la contrepartie était l'âme de Carcasse, qui est entraîné en enfer.
Finalement, Gratouille et Charlie se retrouvent devant Annabelle et cette dernière, pour récompense de ses services, offre a Charlie la possibilité de retourner définitivement sur Terre auprès de David et Sasha. Charlie accepte et fait ses adieux à Gratouille, qui lui retourne au paradis, avant d'être renvoyé sur Terre devant la maison de David ou ce dernier et Sasha s'apprêtaient a rentrer. Là, Charlie leur avoue qu'il est de retour pour de bon, et tandis que David se réconcilie avec ses parents les deux chiens s'avouent leur amour avant de suivre le jeune garçon dans la maison qui est désormais leur foyer.

## Fiche technique
- Titre original : All Dogs Go to Heaven 2
- Titre français : Charlie 2
- Titre québécois : Tous les chiens vont au paradis 2
- Réalisation : Paul Sabella et  Larry Leker
- Scénario : Arne Olsen, Kelly Ward et Mark Young
- Direction artistique :  Deane Taylor
- Montage : Tony Garber
- Musique : Mark Watters
- Production : Jonathan Dern, Paul Sabella, Kelly Ward et Mark Young
- Société de production : Metro-Goldwyn-Mayer
- Société de distribution : Metro-Goldwyn-Mayer
- Pays d'origine : États-Unis
- Langue : Anglais
- Format : Couleurs - 35 mm - 1,85:1 - Son Dolby stéréo
- Genre : Animation, film musical, comédie de fantasy
- Durée : 82 minutes
- Dates de sortie : 
  - États-Unis : 29 mars 1996
  - France : 1997

## Distribution

### Voix originales
- Charlie Sheen : Charlie B. Barkin (Charlie en VF)
- Jesse Corti : Charlie B. Barkin (voix chantée)
- Dom DeLuise : Itchy Itchiford (Gratouille en VF)
- Ernest Borgnine : Carface (Carcasse en VF)
- Bebe Neuwirth : Anabelle (Annabelle en VF)
- Hamilton Camp : Chihuahua
- Steve Mackall : Short Customs Dog  (Petit chien des douanes)
- Dan Castellaneta : Tall Customs Dog (Grand chien des douanes) / Angel Dog #1 (Premier chien ange)
- Tony Jay : Sir Reginald
- Jim Cummings : Jingles
- Wallace Shawn : Labrador MC
- Sheena Easton : Sasha La Fleur
- George Hearn : Red
- Adam Wylie : David
- Kevin Michael Richardson : Saint-Bernard / Officer Andrews
- Pat Corley : Officer McDowell
- Marabina Jaimes : Officer Reyes
- Bobby Di Cicco : Thom
- Annette Helde : Claire
- Maurice LaMarche : Lost & Found Officer (Employé des objets trouvés)

### Voix françaises
- Richard Darbois : Charlie
- Jacques Frantz : Gratouille
- Pascal Renwick : Carcasse
- Céline Monsarrat : Annabelle
- Mario Santini : Rouquin
- Olivier Constantin : Rouquin et Carcasse (chant)
- Marine Jolivet : Sasha La Fleur
- Marie Ruggieri : Sasha La Fleur (chant)
- Hervé Grull : David
- Donald Reignoux : David (chant)
- Joëlle Guigui : Mère de David
- Luc Boulad : Père de David
- Gilbert Lévy : Policier McDowell

## Autour du film
- Don Bluth n'est pas intervenu sur les différentes suites inspirées par le film, qui adoptent un ton plus léger.
- Le film est évoqué lors de la seconde partie du deuxième acte de Half-life VR but the AI is self-aware, une web-série comique dans l'univers du jeu vidéo Half-life. Installé dans la salle de contrôle du site de lancement de fusées (qu'il prétend être la pièce hébergeant les serveurs de Wikipédia), Benrey édite un article de l'encyclopédie en y annonçant la mort de Gordon Freeman. Lorsque ce-dernier, n'ayant dans l'univers de la série pas de page à son nom, lui demande quel article il édite, Benrey lui répond celui de Charlie 2[1].